# Jeguljke
Jeguljke  (Anguilliformes) su red riba, koji, prema dijelu autora ima 4 podreda, 19 (prema nekim autorima 15) porodica, 110 rodova i oko 600 vrsta, dok drugi smatraju da ovaj red obuhvaća oko 900 vrsta. Većina jeguljki su noćni grabežljivci.

## Građa
Tijelo jeguljki je dugačko i zmijoliko. Po tijelu imaju male ljuske. Prema repu im je tijelo spljošteno, a leđna i podrepna peraja se protežu od gotovo polovice tijela te spajaju u repnu peraju koja završava šiljato. Koža im je sluzava, a oči malene. Čeljust im je puna malih oštrih zubića. Leđa su im tamnozelenkasta, a trbuh srebrnenkast. Mužjak naraste do 50 cm., a ženka do 150 cm. ( do 5 kg težine). Zimi se jegulje zavuku u mulj, i tu prezime do proljeća dok se voda ne zagrije.

## Rasprostranjenost
Većina vrsta jeguljki živi u tropskim i subtropskim morima, i to po obalnim vodama, koraljnim grebenima ali i u ekstremnim dubinama. Generalno se može reći da jeguljke preferiraju pliću i mirniju vodu ( i vole živjeti po rupama) ali neke vrste žive na velikim dubinama (kao porodica Synaphobranchidae, koja živi na 4.000 metara, a neke su pak vrlo dobri plivači (porodica Nemichthyidae) - i to na dubinama od 500 metara.
Jedino porodica riječnih jegulja (Anguillidae) dolazi živjeti u slatke vode. Od njih pak dvije vrste, europska jegulja (Anguilla anguilla) i američka jegulja (Anguilla rostrata), mogu živjeti u oba medija.
Iz mora ulaze u slatke vode vezane sa Sredozemnim morem, Atlantskim, Indijskim i zapadnim dijelom Tihog oceana. U Hrvatskoj ih ima u rijeci Neretvi, ali i u Cetini, Zrmanji, pokoji primjerak zaluta i do Dunava, Drave.
U jadranskom slivu jegulja je autohtona riblja vrsta, dok je u crnomorskom slivu alohtona vrsta.
Brojnost jegulja u Europi se smanjuje, a uzrok tome je pretjerani lov i izgradnja brana na rijekama bez osiguranih ribljih staza. Danas europske populacije jegulja uvelike ovise o umjetnom uzgoju u morskim lagunama. 

## Sistematika
Filogenetički srodnički odnosi jeguljki još nisu potpuno razjašnjeni. Često ih se dijeli na tri, ali i četiri podreda, a ovisno o autoru ili izvoru na 15 pa do 25 porodica. Ova sistematika preuzeta je iz FishBase i dijeli se na četiri podreda podijeljenih na 15 porodica (dodane su i porodice prema ITS-u i Sistema Natura 2000). 
- Podred Anguilloidei
  - riječne jegulje (Anguillidae), često i prave jegulje ili slatkovodne jegulje
  - Chlopsidae
  - Heterenchelyidae
  - Moringuidae
  - Muraenidae
  - Myrocongridae

- Podred Congroidei 
  - Colocongridae
  - Congridae (npr. Ugori)
    - Uključujući: Macrocephenchelyidae

  - Derichthyidae
  - Uključujući: Nessorhamphidae
  - Muraenesocidae
  - Nettastomatidae
  - Ophichthidae

- Podred Nemichthyoidei
  - Nemichthyidae
  - Serrivomeridae

- Podred Synaphobranchoidei
  - Synaphobranchidae
    - Uključujući: Dysommidae, Nettodaridae i Simenchelyidae

Po nekim klasifikacijama, porodica Cyematidae je uključena u Anguilliformes, ali po klasifikaciji u FishBase system, ova porodica
je uključena u red Saccopharyngiformes.
Takozvana Munjevita jegulja iz Južne Amerike, nije prava jegulja, već je puno bliža šaranu.

## Ribolov
Jegulja se u športskom ribolovu, lovi na glistu, komadić ribe ili žabe. Najbolje grize između svibnja i kolovoza, i to predvečer i noću, a mamac mora ležati na dnu.
Meso jegulje je vrlo ukusno, ali vrlo masno i teško. Krv joj je otrovna, ali se kuhanjem ili pečenjem taj otrov otapa - na temperaturi od 58°C.

## Vanjske poveznice
|  | Zajednički poslužitelj ima još gradiva o temi Jeguljke |
|  | Wikivrste imaju podatke o taksonu Jeguljkama           |

- Ribe-hrvatske.com  Arhivirana inačica izvorne stranice od 18. prosinca 2007. (Wayback Machine)
- Odgovori na postavljena pitanja - Biologija  Arhivirana inačica izvorne stranice od 22. travnja 2008. (Wayback Machine)